# 공릉동
공릉동(孔陵洞)은 서울특별시 노원구의 법정동이다. 행정동은 공릉1동, 공릉2동으로 구성되어 있다.

## 유래
자연마을인 공덕리의 '공'자와 태릉의 '릉'자를 따서 동 이름을 만들었다. 무덤이 아닌 지역을 가리키는 말로서도 태릉이라고 불리기도 한다. 1963년에 서울특별시의 행정 구역이 확장됨에 따라 경기도 양주군 노해면 공덕리(孔德里)가 서울특별시에 편입될 때에 마포구에 위치한 공덕동(孔德洞)과의 혼동을 피하기 위해 인근에 위치한 태릉에서 이름을 따서 태릉동(泰陵洞)이 되었는데, 옛 공덕리 주민들이 이에 반대했고, 1970년에 지역 주민들 간 협의를 통해 공릉동으로 바뀌었다.

## 역사
- 조선시대 양주목 노원면에 속했다.
- 1914년 4월 1일 양주군 노해면 공덕리가 되었다.[1]
- 1962년 12월 12일 서울특별시 성북구에 편입되었다.[2]
- 1973년 7월 1일 도봉구 관할을 거쳤다.[3]
- 1980년 7월 1일 행정동 공릉동을 공릉1동, 공릉2동, 하계동으로 분동하였다.[4]
- 1988년 1월 1일 노원구에 속하게 되었다.[5]
- 1996년 10월 1일 공릉1동을 공릉1동, 공릉3동으로 분동하였다.[6]
- 2008년 1월 1일 공릉1동과 공릉3동을 공릉1·3동으로 합동하였다.[7]
- 2011년 6월 23일 공릉1·3동을 공릉1동으로 개칭하였다.[8]

## 편의 시설
- 한국원자력의학원원자력병원
- 태릉마이크로병원(구 태릉성심병원)
- 태릉선수촌
- 공릉청소년문화정보센터(화랑도서관)
- 공릉역
- 동부간선도로

## 교통
- ● 서울 지하철 7호선 공릉역(서울과학기술대입구역) - 태릉입구역
- ● 서울 지하철 6호선 화랑대역(서울여대입구역)

## 교육 기관

### 국립대학교
- 서울과학기술대학교
- 육군사관학교

### 사립대학교
- 서울여자대학교
- 삼육대학교

### 고등학교
- 동산정보산업고등학교
- 한국삼육고등학교
- 경기기계공업고등학교

### 중학교
- 공릉중학교
- 태랑중학교
- 한국삼육중학교
- 한천중학교

### 초등학교
- 서울용원초등학교
- 서울공릉초등학교
- 서울태릉초등학교
- 화랑초등학교
- 서울태랑초등학교
- 서울공연초등학교
- 태강삼육초등학교

## 같이 보기
- 중랑천
- 태강릉

## 아파트
| 단지명              | 건설사                               | 시행사                       | 주소                          | 입주        | 비고             |
| ------------------- | ------------------------------------ | ---------------------------- | ----------------------------- | ----------- | ---------------- |
| 비선                | 두산건설                             | 서울주택도시공사             | 노원구 화랑로51길 78          | 1999년 7월  |                  |
| 공릉 6단지          | 두산건설                             | 서울주택도시공사             | 노원구 화랑로51길 81          | 1999년 8월  | 공공임대         |
| 공릉 화랑타운       | 두산건설                             | 서울주택도시공사             | 노원구 화랑로51길 17          | 2000년 1월  |                  |
| 청솔                | 대우엔지니어링㈜ 이수건설            | 서울주택도시공사             | 노원구 노원로1가길 10 (8단지) | 2000년 11월 |                  |
| 청솔                | 대우엔지니어링㈜ 이수건설            | 서울주택도시공사             | 노원구 노원로1길 21 (9단지)   | 2000년 11월 |                  |
| 태강                | 한국중공업㈜ 삼환까뮤㈜ 현대산업개발 | 서울주택도시공사             | 노원구 공릉로34길 62          | 1999년 7월  | 공공임대         |
| 공릉 1단지          | 삼익건설㈜                           | 서울주택도시공사             | 노원구 동일로 1127            | 1994년 12월 | 공공임대         |
| 공릉 4단지          | 삼익건설㈜                           | 서울주택도시공사             | 노원구 동일로198가길 13       | 1994년 12월 |                  |
| 두산힐스빌          | 두산건설                             | 신일연립주택조합             |                               | 2000년 10월 |                  |
| 우방                | ㈜우방                               | 군인공제회                   | 노원구 노원로 58              | 2000년 5월  |                  |
| 공릉 해링턴플레이스 | ㈜효성                               | ㈜효성                       | 노원구 노원로 62              | 2000년 12월 |                  |
| 공릉 풍림아이원     | 풍림산업                             | 하계1구역 주택개량재개발조합 |                               | 2001년 9월  | 하계1구역 재개발 |
- 동신 - 1999년 12월 입주 / 동신㈜
- 한보에센시티 - 2000년 10월 입주 / 한보㈜